# Nedeljko Jovanović
Nedeljko Jovanović, né le 16 septembre 1970 à Belgrade en Yougoslavie, aujourd'hui au Serbie, est un ancien joueur yougoslave puis serbe de handball évoluant au poste de demi-centre. En octobre 2000, il a obtenu la nationalité allemande mais n'a jamais été sélectionné en équipe nationale d'Allemagne.

## Palmarès

### Clubs
Compétitions internationales
- Vainqueur de la Coupe des coupes (1) : 2004 (avec Portland San Antonio)
- Finaliste de la Ligue des champions en 2003 (avec Portland San Antonio)
  - Demi-finaliste en 2002 (avec Portland San Antonio)
- Finaliste de la Supercoupe d'Europe (1) : 2001 (avec Portland San Antonio)

Compétitions nationales
- Vainqueur du Championnat de RF Yougoslavie (1) : 1993
- Vainqueur de la Coupe de RF Yougoslavie (1) : 1993
- Finaliste de la coupe d'Allemagne en 1998
- Vainqueur du Championnat d'Espagne (1) : 2002
  - Deuxième en 1994
- Vainqueur de la Coupe du Roi (1) : 1995
- Vainqueur de la Supercoupe d'Espagne (2) : 1994-95, 2001-02, 2002-03
- Finaliste de la Coupe ASOBAL en 1995 et 2002
- Vainqueur du Championnat de Serbie (1) : 2010
- Vainqueur de la Coupe de Serbie (1) : 2010

### Sélection nationale
Yougoslavie
- Médaille d'argent aux Goodwill Games de 1990
- Médaille d'or aux Jeux méditerranéens de 1991

 RF Yougoslavie
- Médaille de bronze au Championnat d'Europe 1996 en Espagne
- 9e place au Championnat du monde 1997 au Japon
- 5e place au Championnat d'Europe 1998 en Italie
- Médaille de bronze au Championnat du monde 1999 en Égypte
- 4e place aux Jeux olympiques de 2000 à Sydney
- Médaille de bronze au Championnat du monde 2001 en France
- 10e place au Championnat d'Europe 2002 en Suède
- 98e place au Championnat du monde 2003 au Portugal

### Distinctions individuelles
- élu sportif de l'année en RF Yougoslavie (en) en 1999
- élu meilleur demi-centre du Championnat du monde 1999
- deuxième dans l'élection du meilleur handballeur mondial de l'année en 1999 (derrière Rafael Guijosa)